# Президентские выборы в Финляндии (1978)
Двухэтапные президентские выборы состоялись в Финляндии в 1978 году, первые с 1968 года после того, как срок полномочий Урхо Кекконена был продлен парламентом на четыре года. Общественность избрала президентских выборщиков в коллегию выборщиков 15 и 16 января. Они в свою очередь избрали президента. Результатом стала победа Урхо Кекконена, который победил в первом туре голосования. Явка на всенародное голосование составила 64,3%. Кекконен весной 1975 года согласился стать социал-демократическим кандидатом в президенты, и после этого все основные политические партии Финляндии выбрали его своим кандидатом. Противники Кекконена, такие как кандидат в президенты Христианской лиги Райно Вестерхольм, утверждали, что долгое президентство Кекконена ослабило финскую демократию. Более трети финских избирателей воздержались от голосования, отчасти в знак протеста против ожидаемой уверенной победы Кекконена.
Здоровье 77-летнего президента Кекконена уже ухудшалось, хотя этот факт не был легко заметен в его публичных выступлениях.

## Результаты

### Всенародное голосование
| Партия                            | Партия                                  | Голосов   | %    | Мест |
| --------------------------------- | --------------------------------------- | --------- | ---- | ---- |
| Сторонники Урхо Кекконена         | Социал-демократическая партия           | 569,154   | 23.2 | 74   |
| Сторонники Урхо Кекконена         | Партия центра                           | 475,372   | 19.4 | 64   |
| Сторонники Урхо Кекконена         | Демократический союз народа Финляндии   | 445,098   | 18.2 | 56   |
| Сторонники Урхо Кекконена         | Национальная коалиционная партия        | 360,310   | 14.7 | 45   |
| Сторонники Урхо Кекконена         | Шведская народная партия                | 88,054    | 3.6  | 12   |
| Сторонники Урхо Кекконена         | Либеральная лига                        | 71,232    | 2.9  | 8    |
| Сторонники Урхо Кекконена         | Коалиция Аландов                        | 5,331     | 0.2  | 1    |
| Сторонники Урхо Кекконена         | Социалистическая рабочая партия         | 2,187     | 0.1  | 0    |
| Сторонники Урхо Кекконена         | Финская партия частных предпринимателей | 893       | 0.0  | 0    |
| Финская христианская лига         | Финская христианская лига               | 215,244   | 8.8  | 24   |
| Финская сельская партия           | Финская сельская партия                 | 114,488   | 4.7  | 10   |
| Конституционная народная партия   | Конституционная народная партия         | 82,478    | 3.4  | 6    |
| Финская партия народного единства | Финская партия народного единства       | 18,543    | 0.8  | 0    |
| Недействительные/пустые бюллетени | Недействительные/пустые бюллетени       | 21,955    | –    | –    |
| Всего                             | Всего                                   | 2,470,339 | 100  | 300  |
| Источник: Nohln & Stöver          |                                         |           |      |      |

### Коллегия выборщиков
| Кандидат                  | Партия                          | Голосов | %    |
| ------------------------- | ------------------------------- | ------- | ---- |
| Урхо Кекконен             | Партия центра                   | 259     | 86.3 |
| Райно Вестерхольм         | Финская христианская лига       | 25      | 8.3  |
| Вейкко Веннамо            | Финская сельская партия         | 10      | 3.3  |
| Ахти М. Салонен           | Конституционная народная партия | 6       | 2.0  |
| Всего                     | Всего                           | 300     | 100  |
| Источник: Nohlen & Stöver |                                 |         |      |